# Aura im Sinngrund
Aura im Sinngrund è un comune tedesco di 1 038 abitanti, situato nel circondario del Meno-Spessart nel distretto della Bassa Franconia nel land della Baviera.